# Cutthroat Island
Cutthroat Island (titulada La isla de las cabezas cortadas en España y La pirata en Hispanoamérica) es una película de piratas, en la que Geena Davis (Beetlejuice, Thelma & Louise, Commander in chief) interpreta a la protagonista Morgan Adams, la hija de un capitán pirata. Tiene el récord de la peor recaudación, es de los peores fracasos en taquilla de todos los tiempos y a su vez es la última película producida por Carolco Pictures (declarada en bancarrota un mes antes).

## Argumento
Jamaica, año 1668. Morgan Adams, hija de un capitán pirata y recientemente capitán del barco pirata Morning Star (El Lucero del Alba) después de la muerte de su padre, se lanza a la búsqueda de tres trozos, que forman parte de un completo mapa de un tesoro. Como el idioma del mapa es latín, ella compra a un esclavo conocedor del idioma, Wlliam Shaw, para descifrarlo. Por desgracia, el último trozo está en manos de su cruel tío Dawg, que también ansía el tesoro y que no se parará ante nada para conseguirlo, incluido matar a su propia familia. Adicionalmente, su tripulación no cree mucho en las dotes de liderazgo de Morgan. Por ello deberá antes enfrentarse a un conato de motín contra ella. Todo se complicará aún más con los esfuerzos de la Corona británica para terminar con sus incursiones piratas, los cuales se aliarán con Dawg para conseguirlo.

## Reparto
- Geena Davis - Morgan Adams
- Matthew Modine - William Shaw
- Frank Langella - Dawg Brown
- Maury Chaykin - John Reed
- Patrick Malahide - Gobernador Ainslee
- Stan Shaw - Glasspoole
- Rex Linn - Sr. Blair
- Paul Dillon - Snelgrave
- Christopher Masterson - Bowen
- Jimmie F. Skaggs - Tom Scully

## Grabación y producción
La dirección corrió a cargo de Renny Harlin, por aquel entonces marido de Geena Davis, y se grabó en diversos lugares de Malta. Si por algo ha pasado a la fama esta obra es por el tremendo batacazo que sufrió en taquilla, cosechando una cifra extremadamente menor a la esperada, perdiendo un total de casi 80 millones de dólares. Está considerada como uno de los grandes fracasos cinematográficos de la historia del cine, junto a Cleopatra (1963) y La puerta del cielo (1980). Además, el fracaso en la recaudación pudo suponer el principio del fin para Carolco Pictures. Se dice, además, que parte de los gastos de producción fueron malgastados por Harlin y Geena Davis, incluyendo el transporte aéreo de un asno blanco que compraron en la isla.
En un principio se contaba con la participación de Michael Douglas en el papel de William Shaw, pero finalmente el personaje perdió protagonismo (hay quien calificó en su día a Matthew Modine de "convidado de piedra" en el filme) y Douglas abandonó. No fue fácil convencer a Modine, hubo que abonarle una cantidad casi tan alta como la que pedía Douglas.
Parte de la filmación se realizó en las islas Phi Phi, en Tailandia, donde también se rodó La Playa.

## Banda sonora ymerchandising
La banda sonora fue creada por John Debney (nominado al Oscar por la OST de La Pasión de Cristo (2004)), teniendo más éxito que la propia película y obteniendo fantásticas críticas. Tras el primer álbum de la banda sonora original salió a la venta uno mayor, con una serie de pistas inéditas en el primer disco.
El film tuvo su adaptación al mercado de los videojuegos, con su correspondiente versión para cada una de las plataformas del momento; Game Boy, Super NES, Sega Megadrive y Sega Game Gear. Todos ellos vieron la luz el mismo año que la película, y se encargó de ellos Software Creations Limited.

## Recepción
La película se estrenó el 22 de diciembre de 1995 en los Estados Unidos y en España el 15 de enero de 1996. Se convirtió en un desastre a nivel económico perdiendo 98,3 millones de euros (sobre la base de la inflación actual).